# 올품
주식회사 올품은 2001년 상주시 초산동에 ㈜하림천하로 설립된 닭고기 기업이다. 사명인 올품은 ‘올바른 품질의 우리 닭고기’란 뜻이다. 올품은 하루 최대 50만 마리 처리가 가능한 도계 및 가공시설을 갖추고 있으며 통닭, 삼계닭, 토종닭은 물론 절단육과 날개, 윙, 봉, 가슴살, 안심, 통다리, 닭다리(북채), 넓적다리, 근위(똥집), 닭발 등 50여 개 품목을 생산한다. `사료 생산, 사육과 가공, 유통 등 닭고기의 생산과 유통의 전 과정을 운영한다.
육계 계열화 사업 구상과 함께 농장과 공장, 시장을 연결하는 삼장(三場) 통합 경영을 완성했고, 2003년 4월 닭 도축장 HACCP(HACCP ; Hazard Analysis Critical Control Point ; 식품 위해 요소 중점 관리 기준) 인증을 획득했다. 2003년 5월 ISO 9001 국제품질인증을 획득했다.
2000년 9월에는 해썹(HACCP ; Hazard Analysis Critical Control Point ; 식품 위해 요소 중점 관리 기준) 인증을 획득했다. 2005년 1월 경북 산업평화대상 금상을 수상했고, 2005년 5월 HACCP 소비자 단체 사후심사 우수 업체로 선정되었다. 2007년 5월 경상북도 고용대상 우수상 수상을 받았다.
2017년 4월 장애인고용촉진대회 장애인고용신뢰기업 '은상' 수상 했으며, 207년 5월에는 경북산업평화대상 사용자부문 '대상'을 수상했고, 2018년에는 경북 클린경영대상 ‘대상'을 수상 했다. 2020년에는 산업통상자원부가 주최하고 대한상공회의소가 주관한 제47회 상공의 날 기념식에서 대한민국 '산업포장'을 수상했다.

## 연혁
• 2001년 8월 : ㈜하림천하 설립
• 2001년 12월 : 기공식
• 2003년 1월 : 도계가공 Production Test
• 2003년 1월 : 영업허가 취득
• 2003년 4월 : 수출 검역 시행장 지정
• 2003년 4월 : HACCP인증(닭 - 도축장)
• 2003년 4월 : 일본수출개시(정육)
• 2003년 5월 : ISO 9001 국제품질인증
• 2004년 1월 : 사명변경((주)하림천하 -> (주)하림CnF)
• 2004년 3월 : HACCP 지정(포장육 - 계육, 양념육류, 분쇄가공육 제품)
• 2004년 12월 : McKey Korea AW/HACCP 인증
• 2005년 1월 : 경북 산업평화대상 금상 수상
• 2005년 5월 : HACCP 소비자 단체 사후심사 우수 업체 선정
• 2006년 4월 : 환경자율점검 업소지정
• 2006년 9월 : 사명변경((주)하림CnF -> 주식회사 올품)
• 2007년 5월 : 경상북도 고용대상 우수상 수상
• 2007년 12월 : 우수축산물브랜드 인증(2008)
• 2008년 7월 : 신축가공공장 완공
• 2008년 12월 : HACCP 소비자단체 사후심사 4년 연속 우수업체 선정
• 2008년 12월 : 우수축산물브랜드 인증(2009)
• 2009년 1월 : 변부홍 대표이사 취임
• 2009년 7월 : 800만수 판매 달성
• 2009년 12월 : 우수축산물브랜드 인증(2010)
• 2010년 6월 : 소비자 만족 자율관리 프로그램 (CCMS) 운영 선포
• 2010년 12월 : 우수축산물브랜드 인증(2011)
• 2011년 7월 : 1,000만수 판매 달성
• 2011년 12월 : CCM 소비자중심경영 우수기업 인증 획득 / 공정거래위원회
• 2011년 12월 : 창립 10주년 기념식
• 2011년 12월 : 소비자연맹 HACCP 실시점검 상위 도축장 선정
• 2011년 12월 : 우수축산물브랜드 인증(2012)
• 2013년 12월 : CCM 소비자중심경영 우수기업 인증 획득 / 공정거래위원회
• 2015년 2월 : 올품사벌부화장 HACCP 인증
• 2015년 10월 : 안전관리통합인증 획득
• 2015년 12월 : CCM 소비자중심경영 우수기업 인증 획득 / 공정거래위원회
• 2017년 4월 : 장애인고용촉진대회 장애인고용신뢰기업 '은상' 수상 / 고용노동부
• 2017년 5월 : 경북산업평화대상 사용자부문 '대상' 수상 / 경상북도
• 2017년 12월 : CCM 소비자 중심경영 우수기업 인증 획득 / 공정거래위원회
• 2018년 2월 : 경북 클린경영대상 ‘대상' 수상
• 2018년 3월 :올품 상주사료공장 기공식
• 2019년 10월 : 올품 상주사료공장 준공식
• 2019년 12월 : CCM 소비자 중심경영 우수기업 인증 획득 / 공정거래위원회
• 2020년 3월 : 대한민국 '산업포장' 수상 / 산업통상자원부